# Abortiporus roseus
Abortiporus roseus är en svampart som först beskrevs av D.A. Reid, och fick sitt nu gällande namn av Masuka & Ryvarden 1992. Abortiporus roseus ingår i släktet Abortiporus och familjen Meruliaceae.   Inga underarter finns listade i Catalogue of Life.